# Scotopteryx fimbriata
Scotopteryx fimbriata är en fjärilsart som beskrevs av Edward Alfred Cockayne 1946. Scotopteryx fimbriata ingår i släktet backmätare, och familjen mätare. Inga underarter finns listade.